# Tomáš Durdík
Tomáš Durdík (Prága, 1951. január 24. – Prága, 2012. szeptember 20.) cseh régészprofesszor, kasztellológus. A középkori csehországi várépítészet kutatásával és védelmével, mint nemzeti kulturális örökséggel foglalkozott.

## Élete
1971-től egészen haláláig a Csehszlovák Akadémia Régészeti Intézetének munkatársa volt. 1974-ben a prágai Károly Egyetemen végzett őstörténet-történelem szakon. 2012-ben lett a Pilseni Egyetem Régészeti Tanszékének vezetője. Ezen kívül oktatott a Károly Egyetem különböző tanszékein is. Csehország Kulturális Minisztériumának műemléki állandó bizottságának elnöke, illetve számos szervezet tagja (Europa Nostra, ICOMOS, Wartburg Geselschaft). Két televíziós műemléki sorozat szerzője (1991 Hrady obývané i dobývané; 2007 Štíty království českého).

## Elismerései
- 2011 Europa Nostra-díj[10]

## Főbb művei
- 1984 České hrady. Praha
- 1992 Hrady severních Čech. Praha
- 1994 Kastellburgen des 13. Jahrhunderts in Mitteleuropa. Praha. ISBN 80-200-0365-7; Wien-Köln-Weimar, Böhlau 1994, ISBN 3-205-05203-X
- 1995 Encyklopedie českých hradů. Praha
- 1998 Hrady kastelového typu 13. století ve střední Evropě. Praha. ISBN 80-200-0624-9
- 1999 Ilustrovaná encyklopedie českých hradů. Praha. ISBN 80-85983-62-1
- 1999 Burg und Stadt. Castrum bene 6. Praha. ISBN 80-86124-17-7